# Max Lovely!
Max Lovely! (MAXラブリー!) est un shōjo manga de Erika Kurahashi composé de 5 volumes.

## Histoire
Airi est une fille admirée par tous les garçons et Taki qui est le meilleur élève du lycée, ensemble ils forment un duo très populaire que tout le monde admire. 
Seulement cette popularité ne plait pas à tout le monde, un mystérieux groupe nommé « F » semble tout faire pour leur nuire et les séparer. 
Pour cela ils n’hésitent pas à s’en prendre à la sœur d’Airi au moral fragile qui vient juste d’être transférée ou encore à faire chanter Taki.
Malgré tout, rien ne saurait détruire la profonde amitié et la bonne humeur de nos deux héros, s´encourageant après chaque coup dur, ils garderont coute que coute, un beau souvenir de leurs années de lycée.

## Personnages
- Tokieda Airi

Airi est une fille très populaire et garçon manqué. Elle devient ami avec Taki pendant l'été de leur première année lorsqu'ils essayaient de voir qui devait devenir le délégué de leur classe. Ils ont essayé de choisir avec Pierre-feuille-ciseaux 126 fois.
Elle s'effondre parfois à cause de sa famille (et va voir Taki pour en parler). Airi a une demi-sœur qui s'appelle Nako qui est issue du remariage de son père lorsqu'elle était à l'école primaire.
Après la mort de son père dans un accident de voiture, elle ressent quelques fois de la pression de ne pas être liée par le sang avec sa mère et Nako.
Elle ne sait pas cuisiner. Lors de son 15e anniversaire, elle se rend compte qu'elle aime Taki. 
- Sahara Taki

Taki est le meilleur élève de l'école et aussi le meilleur ami d'Airi. Il est considéré par Airi comme un génie.
Un lien fort uni Taki et Airi à tel point qu'Airi lui confiera que son cœur pourrait s'arrêter de battre s'il voulait réellement l'ignorer. Il semble qu'ils peuvent se parler rien que grâce à la pensée tant leurs lien amitié est forte.  

## Liens
- (en) Max Lovely! (manga) sur Anime News Network